# (240022) Demitra
(240022) Demitra ist ein im äußeren Hauptgürtel gelegener Asteroid. Er wurde am 31. Mai 2008 vom slowakischen Amateurastronomen Stefan Kürti auf Aufnahmen entdeckt, die am 15. Oktober 2001 im Rahmen des Projekts Near Earth Asteroid Tracking (NEAT) am kalifornischen Palomar-Observatorium (IAU-Code 644) gemacht wurden. Die Nummer 240022 erhielt Asteroid 2001 TR258 am 15. Juni 2010.
Der mittlere Durchmesser des Asteroiden wurde mithilfe des Wide-Field Infrared Survey Explorers (WISE) grob mit 3,940 (±0,952) km berechnet, die Albedo ebenfalls grob mit 0,125 (±0,042).
(240022) Demitra gehört zur Veritas-Familie, einer Gruppe von Asteroiden, die nach (490) Veritas benannt ist und vermutlich vor 8,3 (± 0,5) Millionen Jahren durch das Auseinanderbrechen eines 150 km durchmessenden Asteroiden entstanden ist. Die zeitlosen (nichtoskulierenden) Bahnelemente von (240022) Demitra sind fast identisch mit denjenigen 23 weiterer Asteroiden, von denen (55398) 2001 SX289, (106006) 2000 SY285, (133767) 2003 WO68, (203883) 2003 BM16 und (350190) 2011 UE397 einen größeren mittleren Durchmesser als (240022) Demitra haben.
(240022) Demitra wurde am 3. Juli 2012 auf Vorschlag von Stefan Kürti nach dem slowakischen Eishockeyspieler Pavol Demitra (1974–2011) benannt.